# Саджиды
Саджи́ды (перс. ساجیان‎)  — иранская династия согдийского происхождения, правившая в Уструшане (на территории современного Таджикистана) до арабского завоевания и Азербайджане (на территории современного Ирана) в 889—929 годах.

## Исторический очерк

### Происхождение
Представители этой династии носили прозвище Афшин — собственно, ранее их титул. Саджиды происходили от старинного ирано-согдийского рода правителей («афшинов») области Уструшана в Центральной Азии. Многие знаменитые полководцы арабской армии, в том числе и афшин Хайдар ибн Кавус, принадлежали к этому роду.
В некоторых источниках Саджиды фигурируют как тюрки. Однако арабы называли «тюрками» всех выходцев из Средней Азии, включая согдийцев — несомненных иранцев по языку и культуре.

### Возникновение династии
Основоположник династии Саджидов Абу-с-Садж Дивдад считался одним из наиболее опытных и смелых военачальников Халифата. Он принимал деятельное участие в войне с хуррамитами, подавлял восстания в Мадаине и Васите, а позже был наместником Ахваза и Куфы. За оказанные государству услуги Саджидам была пожалована одна из самых больших и богатых провинций Халифата — персонаселенную область Азербайджан. Саджиды вели борьбу с Армянским царством Багратидов и Арцрунидами Васпуракана, и на некоторое время (914—921 гг.) добились от них признания своего сюзеренитета. Годы правления династии характеризовались распространением арабского политического и культурного влияния на армянские земли.
Сыновья Абу Саджа Дивдада Мухаммед ибн Абу Садж и Йусуф ибн Абу Садж тоже были знаменитыми полководцами.
У Саджидов была своя денежная единица: с конца IX века началась чеканка монет с именем Мухуммада ибн Абу Саджа.
Его сын Мухаммад в 889 году стал наместником халифа в Азербайджане и в Двинe (Армения). Вскоре он объявил себя независимым правителем, но недолгое время спустя должен был вновь покориться Багдаду. В 901 году он умер от чумы. Его сын Дивдад, бывший до этого наместником отца в Двинском эмиратe (Армения), унаследовал власть, однако в том же году был разбит и низложен своим дядей Йусуфом.
В период правления Йусуфа династия Саджидов ещё более усилилось. Это был энергичный политик, способный полководец и талантливый поэт. При нём Азербайджан вновь стал на время независимым. Халиф ал-Муктадир двинул против Йусуфа большое войско и заставил его уплачивать дань в размере 120 тыс. динаров в год. Через несколько лет война возобновилась. Йусуф захватил Рей и в 918 г. разбил халифские войска. В 919 г. у ворот Ардебиля произошло новое сражение. На этот раз эмир потерпел поражение, попал в плен и был брошен в Багдаде в дворцовую тюрьму. Вместо него в течение четырёх лет правил его гулям Собук.
Столицей государства Саджидов был сначала город Марага, а затем город Ардебиль.
В 923 г. ал-Муктадир освободил Йусуфа с условием, что он будет ежегодно выплачивать ему 500 тыс. динаров. Но уже в следующем году эмир сделался независимым и захватил у халифа Хамадан. В 928 г. он погиб во время похода против карматов. Престол наследовал его племянник Абу-л-Мусафир. В 929 г. он погиб. По одним известиям, Абу-л-Мусафира отравили в его столице Ардебиле, по другим — он был убит во время восстания своих гвардейцев. Власть перешла сначала к предводителю восставших гуляму Муфлиху ал-Юсифи, а в 932 г. — к эмиру Дейсаму ибн Ибрагиму. В 957 г. государство Саджидов завоевали дейлемиты.

## Династия
- Абу Садж Дивдад (IX век — 879)
- Мухаммед Афшин (889 — 901)
- Йусуф ибн Абу-л-Садж (901 — 928)
- Дивдад (901)
- Абу Мусафир ал—Фатх (928 — 929)